# Richard Otto (Mediziner)

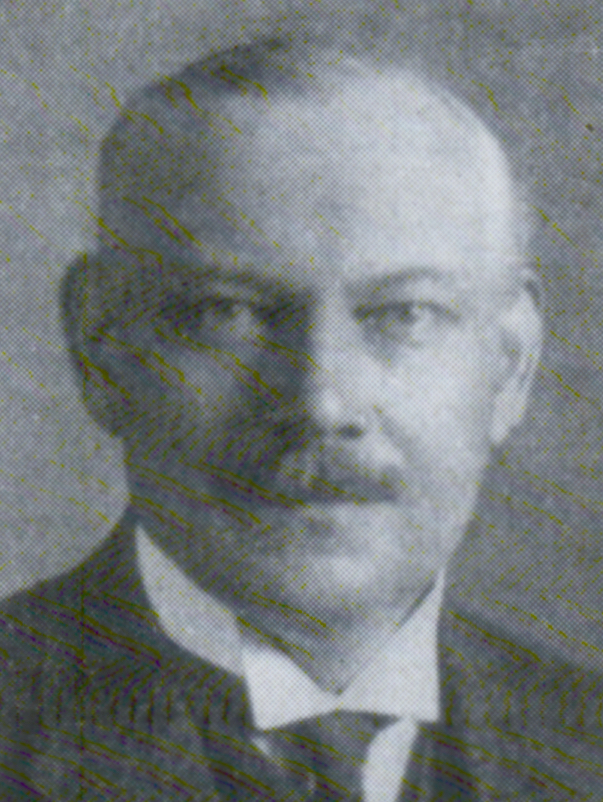
Richard Otto, um 1931

Richard Ernst Wilhelm Otto (* 9. November 1872 in Zimmerhausen, Kreis Regenwalde; † 12. August 1952 in Frankfurt am Main) war ein deutscher Sanitätsoffizier und Bakteriologe. 

## Leben
Richard Otto studierte am Medicinisch-chirurgischen Friedrich-Wilhelm-Institut Medizin. Er wurde Mitglied der Pépinière-Corps Suevo-Borussia (1892) und Saxonia (1907). Die Friedrich-Wilhelms-Universität zu Berlin  promovierte ihn 1895 zum Dr. med. 1897 erhielt er seine Approbation. Als Sanitätsoffizier wurde er 1902 zum Preußischen Institut für Infektionskrankheiten Robert Koch in Berlin kommandiert, wo er 1903 zum Stabsarzt befördert wurde. Von 1904 bis 1907 forschte er am Institut für Experimentelle Therapie in Frankfurt am Main. 1906 wurde Otto zum Professor ernannt. Er erforschte insbesondere die Anaphylaxie an Meerschweinchen, die „Antianaphylaxie“ und die „passive Anaphylaxie“. 1907 wurde er Bataillonsarzt und Vorstand des hygienisch-bakteriologischen Labors beim Sanitätsamt des X. Armee-Korps in Hannover. Während dieser Zeit war er 1908/13 Privatdozent an der Technischen Hochschule Hannover. Mit der Beförderung zum Oberstabsarzt im Füsilier-Regiment „General-Feldmarschall Prinz Albrecht von Preußen“ (Hannoversches) Nr. 73 wurde Otto 1913 aus dem aktiven Dienst entlassen. Ab 1913 war Otto erneut im Institut für Infektionskrankheiten in Berlin tätig. 1920 folgte die Ernennung zum Generaloberarzt der Reserve a. D. Im Jahr 1935 kehrte Otto an das Institut für Experimentelle Therapie in Frankfurt am Main zurück und wurde noch im selben Jahr Honorarprofessor an der  Friedrich-Wilhelms-Universität Berlin, schließlich 1936 Honorarprofessor an der Johann Wolfgang Goethe-Universität. 1942 wurde er Mitglied des Wissenschaftlichen Senats des Heeressanitätswesens. Nach Ende des Zweiten Weltkriegs (1945) gehörte Otto zum Redaktionsteam des Lehrbuchreihe Grenzgebiete der Medizin, bis er schließlich zum 1. August 1948 in den Ruhestand verabschiedet wurde.

## Ehrungen
- Geheimer Medizinalrat (1918)
- Aronson-Preis (1931)
- Wahl in die Deutsche Akademie der Naturforscher Leopoldina (1932)
- Goethe-Medaille für Kunst und Wissenschaft (1942)